# 百田村
百田村（ひゃくたむら）は、山梨県中巨摩郡にあった村。現在の南アルプス市百々・上八田にあたる。

## 歴史
- 1875年（明治8年）1月27日 - 巨摩郡百々村・上八田村が合併して百田村となる。
- 1878年（明治11年）7月22日 - 郡区町村編制法の施行により、百田村が中巨摩郡の所属となる。
- 1889年（明治22年）7月1日 - 町村制の施行により、百田村が単独で自治体を形成。
- 1954年（昭和29年）4月1日 - 巨摩町・西野村・今諏訪村と合併して白根町が発足。同日百田村廃止。

## 交通

### 道路
- 国道52号

現在は旧村域を中部横断自動車道、甲西道路が通過するが、当時は未開通。